# 蔣拱宸
蔣拱宸（1612年—1655年），字公弼、衷赤，號圖巖，直隸鎮江府丹徒縣人，明朝末年政治人物。

## 生平

### 知縣
蔣拱宸是崇禎六年（1633年）癸酉科應天鄉試第一百十五名舉人，七年（1634年）甲戌科三甲第二百四名進士。禮部觀政，八年（1635年）授湖廣新化縣知縣，緝拿惡人王大佐。其時湖廣盜賊遍地，蔣拱宸修建城池，穩定人心，人呼為「蔣公城」。十年（1637年）調攸縣知縣，藍山盜賊突至，蔣拱宸命壯丁拒守，逮捕首腦，殲滅賊人，再築城墻，苦於缺少資金，突然掘地發現地窖，藏有龍鳳錢億萬，用來接濟工事。十二年（1639年）長輩逝世，蔣拱宸回鄉服喪，服闋，十五年（1642年）起為山東益都縣知縣，當地號稱難治，他將驕橫跋扈者繩之於法，人民於是安定。

### 御史
同年考選，改福建道監察御史，他巡城時發現皇親田弘遇霸佔民田，審理後將田地歸還居民，然後他糾察吳昌時，指出他身在選部，接受首輔周延儒賄賂，大意說「延儒在朝廷作祟，而昌時又為延儒作祟。」廷訊期間，蔣拱宸厲言疾聲，沒有顧忌，被奸黨指控失儀獲罪，不過崇禎帝因此懷疑周延儒，在市場斬殺吳昌時，至此他直言的名氣傳遍全國。不久他調往監督趙光抃在密雲縣的軍隊，其時提鎮依附周延儒，蔣拱宸論事剛直，因此與他們不和。他曾經彈劾劉澤清禍害人民，劉澤清派人刺殺未遂。
蔣拱宸在軍中參奏數十次，奸黨非常嫉恨，因此以其他事挑唆，崇禎帝大怒，判其入獄。不久周延儒獲賜死，崇禎帝也醒悟，連夜傳旨釋放他，不及三個月，北京已陷。

### 南明
弘光帝即位，蔣拱宸起復原職。南京淪陷，以義師被牽連，逃獄後，身著僧衣潛入山中，不再接觸世事。順治十二年（1655年）去世。

## 引用
1. 1 2  錢海岳《南明史·卷三十三·列傳第九》：蔣拱宸，字衷赤，丹徒人。崇禎七年進士。授新化知縣。禽大猾王大佐。時楚盜充斥，修建邑城，人心始固，民呼蔣公城。調攸縣，藍山盜猝至，部勒丁壯守拒，乃執魁殲之，再築城，方苦費絀，適掘地得龍鳳錢億萬於窖，用以濟工。憂歸。服闋，起益都，邑號難治，先鋤強梗繩之法，民為之安。
2. ↑  康熙《丹徒縣志·卷八·名臣》：蔣拱宸，字衷赤，以癸酉舉於鄉，甲戌成進士。
3. ↑  《崇祯七年甲戌进士三代履历》：蒋拱宸，曾祖漢，祖卿，父世科。图巖，易四房，壬子年三月十八日生，镇江府丹徒县人，癸酉乡试，会一百六十二名，三甲二百四名，礼部观政，乙亥授湖广新化知县，丁丑调繁攸县。
4. ↑  .  (PDF).
5. ↑  錢海岳《南明史·卷三十三·列傳第九》：遷福建道御史，巡城，抗論貴戚田弘遇占民田，斷歸諸民。隨糾吳昌時，謂其身在選部，而為首輔周延儒苞苴之路，大略謂「延儒為朝廷祟，而昌時又為延儒祟」云云。及廷訊時拱宸憤言疾聲，無顧忌，遂為奸黨以失儀糾，得罪，然上遂疑延儒而戮昌時於市，拱宸直聲震海內。調監趙光抃軍密雲，時提鎮皆黨於延儒。拱宸論事剛直，率與之忤。嘗劾劉澤清殃民，澤清使人刺之，不遇得免。拱宸在軍先後參揭凡數十上，大為奸黨所忌，乃援他事以激上怒，傳致之獄。未幾，延儒亦賜死，而上亦寤，於除夜漏三鼓下，忽傳旨放歸。未三月而京師陷。安宗立，起故官。南京亡，以義師被連，系獄脫歸，僧服入山，不與世接，永曆九年卒。